# Interflug
Interflug («Интерфлю́г», нем. Interflug, от internationaler Flug — «международный полёт») — государственная авиакомпания Германской Демократической Республики, существовавшая с 1963 по 1991 год. Прекратила существование в 1991 году, после воссоединения Германии. Главный офис компании находился в аэропорту Берлин-Шёнефельд вблизи восточного Берлина.
Первоначально национальная авиакомпания ГДР получила название Deutsche Lufthansa (официально нем. Deutsche Lufthansa GmbH der DDR), но это название столкнулось с резким противостоянием в ФРГ, и по результатам судебного дела в Берне торговая марка Lufthansa была присуждена ФРГ.

## История
«Интерфлюг» был основан в 1958 году как вторая восточногерманская авиакомпания для выполнения чартерных рейсов, но так как в 1963 году права на название Lufthansa были утрачены, «Интерфлюг» стал главным авиаперевозчиком Германской Демократической Республики. Первым генеральным директором авиакомпании ГДР был назначен сын Вильгельма Пика Артур Пик.
Авиакомпания базировалась в аэропорту Берлин-Шёнефельд и в подавляющем большинстве случаев использовала самолёты советского производства. Частично это было связано с задержками в разработке, а затем и свертыванием разработки авиалайнера Baade 152. Компания эксплуатировала среди прочих самолёты Ил-18, Ил-62 и Ту-134. Так, во флоте «Интерфлюга» за весь период числились в общей сложности 6 Ил-62 и 12 Ил-62М. Три самолёта этого типа использовались ВВС для перевозки высокопоставленных лиц. Изображения Ил-62 активно использовались в рекламных материалах компании в 1970-е—1980-е годы.
В конце 80-х на волне улучшения отношений Восточного и Западного блоков «Интерфлюг» начал эксплуатацию воздушных судов западного производства. В 1989 году были приобретены три самолёта Airbus A310, рассматривались планы закупок самолётов Boeing 737 и 767, но компания была ликвидирована до осуществления этих планов.
Последний рейс «Интерфлюга» сообщением Берлин-Вена-Берлин состоялся 30 апреля 1991 года, уже после воссоединения Германии.
Линии «Интерфлюга» обеспечивали в основном страны Восточной Европы, но также осуществлялись рейсы на Кубу, в КНР, КНДР, Вьетнам, некоторые страны Африки, а в конце 1980-х и в Юго-Восточную Азию.

## Флот
В разное время авиакомпанией использовались следующие типы воздушных судов:

| Тип самолёта | Год ввода | Год вывода | Количество в 1990 году |
| ------------ | --------- | ---------- | ---------------------- |
| Aero Ae-45   | 1956      | 1961       |                        |
| Airbus A310  | 1989      | 1991       | 3                      |
| Ан-2         | 1957      | 1962       |                        |
| Ан-24        | 1966      | 1975       |                        |
| Dash 8-100   | 1990      | 1991       | 1                      |
| Let 410UVP   | 1982      | 1991       | 6                      |
| Ил-14        | 1955      | 1967       |                        |
| Ил-18        | 1961      | 1991       | 7                      |
| Ил-62        | 1970      | 1991       | 9                      |
| Ту-134       | 1969      | 1991       | 19                     |

На момент ликвидации компании размер её авиапарка составлял 45 бортов. Максимальное количество самолётов (50) числилось за ней в 1983—1985 годах.
Многие правительственные, военные и сельскохозяйственные воздушные суда ГДР также летали в раскраске «Интерфлюга», хотя и не числились за авиакомпанией. В частности, в его ливрею были окрашены некоторые самолёты 44-й Транспортной эскадрильи Люфтштрайткрефте Национальной народной армии ГДР. Помимо Ил-14, Ил-18 и Ту-134, в составе эскадрильи также находились самолёты Ту-124 и Ту-154М, которых у «Интерфлюга» не было. Однако, в случае нехватки гражданских бортов эти самолёты и их экипажи иногда выполняли обычные пассажирские рейсы.

## Аварии и катастрофы
- 26 июля 1964 года возле Магдебурга разбился Ан-2 с бортовым номером DM-SKS, двое находившихся на борту членов экипажа погибли[9].

- Катастрофа в Кёнигс-Вустерхаузене 14 августа 1972 года стала самым крупным по количеству жертв авиапроисшествием в истории Германии. Самолёт Ил-62 под номером DM-SEA разбился при попытке вернуться в аэропорт Шёнефельд. Вскоре после взлёта в хвостовом отсеке самолёта возник пожар, который некоторое время оставался незамеченным из-за отсутствия там пожарных датчиков. Из-за пожара вышел из строя руль высоты, после чего лётчики попытались вернуться обратно в аэропорт. Однако, от огня конструкции планера разрушились, хвостовая часть отвалилась и потерявший управление самолёт на большой скорости врезался в землю. Все 156 человек на борту мгновенно погибли в момент столкновения[10][11].

- 1 сентября 1975 года Ту-134 с бортовым номером DM-SCD разбился при подходе к аэропорту Лейпциг/Галле. Из 34 находившихся на борту людей погибло 27 (выжили 3 членов экипажа и 4 пассажиров). Самолёт направлялся из Штутгарта в Лейпциг (такие рейсы выполнялись только во время Лейпцигской ярмарки). Из-за неправильно настроенного высотомера пилоты в условиях плохой видимости начали снижаться ниже глиссады и столкнулись с мачтой антенны[12].

- 22 ноября 1977 года следовавший из Москвы Ту-134 с номером DM-SCM совершил грубую посадку в аэропорту Шёнефельд. Из-за неправильной настройки автопилота скорость снижения превышала допустимую. Никто из 74 находившихся на борту пассажиров и членов экипажа не пострадал, но самолёт не подлежал восстановлению и был списан[13].

- 26 марта 1979 у грузового Ил-18 с регистрацией DM-STL во время взлёта в аэропорту Луанды отказал один из двигателей. Несмотря на то, что скорость самолёта уже превышала V1, командир корабля решил прервать взлёт. В результате самолёт выкатился за пределы полосы, столкнулся с антенной КГС, разрушился и загорелся. Все 10 человек на борту погибли (катастрофа Ил-18 в Луанде)[14][15].

- 17 июня 1989 года направлявшийся в Москву Ил-62 с номером DDR-SEW во время прерванного взлёта выкатился за пределы полосы, столкнулся с препятствиями и загорелся. Погибли 21 пассажир и 1 человек на земле, оставшимся 82 пассажирам и 10 членам экипажа удалось спастись. Причиной катастрофы стали халатность наземных служб и ошибки экипажа. Во время подготовки к вылету с руля высоты не был снят фиксатор. На взлёте КВС заметил, что передняя стойка не отрывается от земли и дал указание бортинженеру активировать реверс. Однако тот по ошибке лишь перевёл двигатели в режим малого газа и не выпустил спойлеры, из-за чего торможение было недостаточным[16].

- 11 февраля 1991 года во время посадки в аэропорту Шереметьево при уходе на второй круг Airbus A310 стабилизатор был переведён в положение кабрирования. Самолёт 4 раза входил в режим сваливания, после чего экипажу удалось вернуть контроль и благополучно сесть[17].